# Teraura
Teraura, Susan ou Susannah Young, née vers 1775 et morte le 15 juillet 1850, est une Tahitienne qui s'est installée sur l'île de Pitcairn avec les mutins du Bounty.
Elle prend part au complot de Ned Young visant à assassiner les Polynésiens de sexe masculin qui ont voyagé sur le HMS Bounty et tué Tetahiti. Elle fabriquait des tapas, et des exemples de son art sont exposés au British Museum et aux jardins de Kew.

## Biographie
Bien que l'on sache peu de choses sur la jeunesse de Teraura, il est probable qu'elle soit née à Moorea, en Polynésie française. La tradition de Pitcairn affirme qu'elle est issue d'une famille de chefs. Il est possible qu'elle soit née vers 1775, car elle aurait eu 15 ans lorsqu'elle a quitté Tahiti avec Fletcher Christian et son équipage en 1789. On ne sait pas si elle a été kidnappée ou si elle est partie avec eux de son plein gré. Le voyage a duré plusieurs semaines et, selon Teraura, ils ont dépassé l'île de Tanna. Au cours du voyage, elle et Ned Young deviennent des partenaires sexuels, une relation qui continue une fois que le groupe débarque sur l'île de Pitcairn le 15 janvier 1790. Teraura a également une liaison avec Matthew Quintal, un autre mutin, dont elle aura un fils, Edward Quintal, qui deviendra le premier magistrat de l'île.
Les tensions raciales entre les colons polynésiens et européens atteignent leur paroxysme en 1793, entraînant des meurtres successifs sur l'île. Le 20 septembre 1793, les quatre hommes polynésiens restants décapitent les mutins Isaac Martin et John Mills, abattent John Williams et William Brown et blessent mortellement Fletcher Christian dans une série de meurtres soigneusement exécutés. Teraura, agissant sur ordre de Ned Young, décapite le Polynésien Tetahiti. Selon le récit enregistré par Edward Gennys Fanshawe en 1849, Tetahiti est séduit par l'une des autres femmes tahitiennes, afin que Teraura puisse l'exécuter, et au même moment crier un avertissement à Young lui permettant de tuer l'autre homme polynésien,,.
Après la mort de Young en 1800, Teraura épouse Thursday October Christian I, le fils de Fletcher Christian - il était au moins de quinze ans son cadet au moment de leur mariage. Ils auront six enfants, dont les descendants vivent de nos jours sur l'île. En 1831, Christian et Teraura s'installent à Tahiti ; cependant, Christian et trois de ses enfants meurent des suites d'une maladie infectieuse contractée là-bas. Teraura retourne alors à Pitcairn.
Teraura est également connue comme fabricante de tapas. Il existe un document attestant qu'elle a donné un morceau de tissu coloré à un marin en 1833. Il est probable que ce tissu ait été teint avec du bois de bancoulier, ce qui lui donne une couleur brun rougeâtre. Des fragments de tapas battus par Teraura et par Mauatua (en) sont conservés dans les collections du British Museum et des jardins de Kew.
En 1849, lors de la visite de Fanshawe à Pitcairn, il dessine un croquis à la plume et à l'encre de Teraura, où elle porte un cache-œil. Le croquis est conservé dans la collection du National Maritime Museum.
Elle meurt en juillet 1850,.

## Galerie

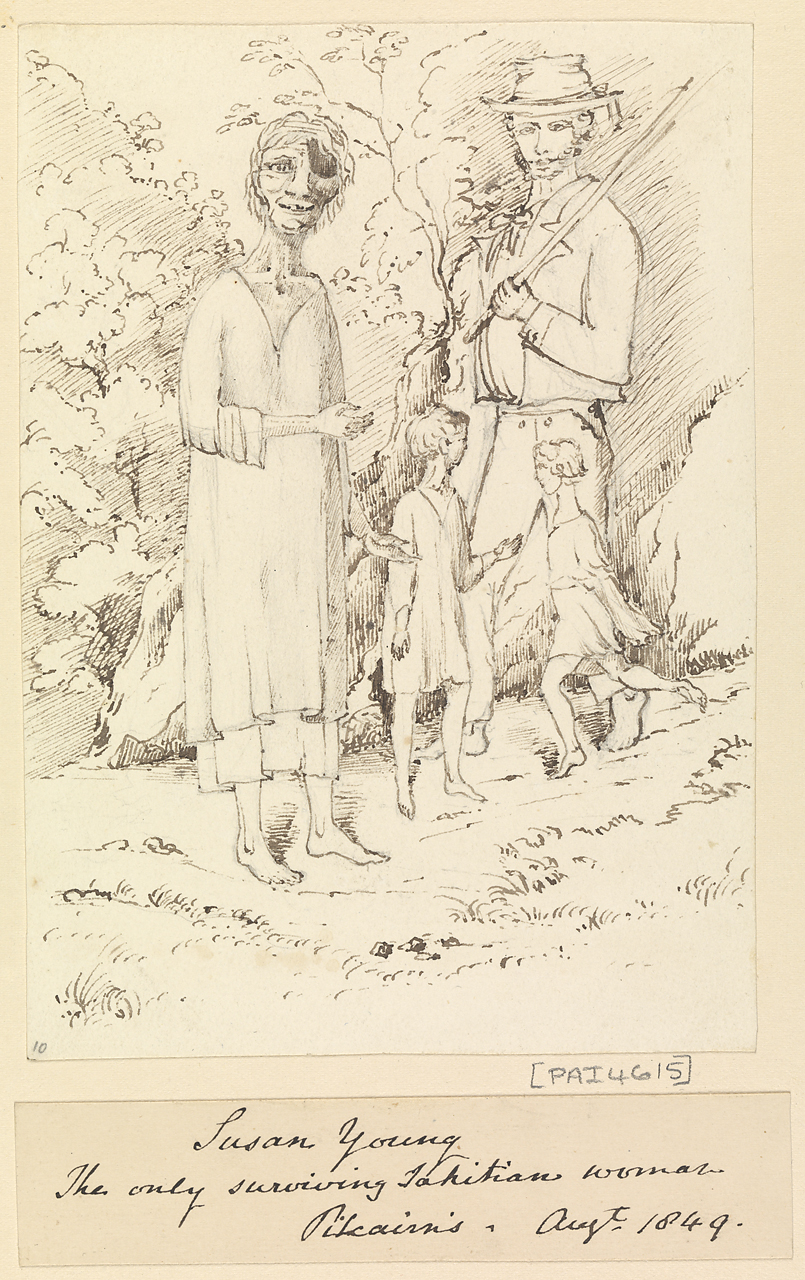
Dessin original de Teraura (Susan Young), réalisé par Edward Fanshawe en 1849.
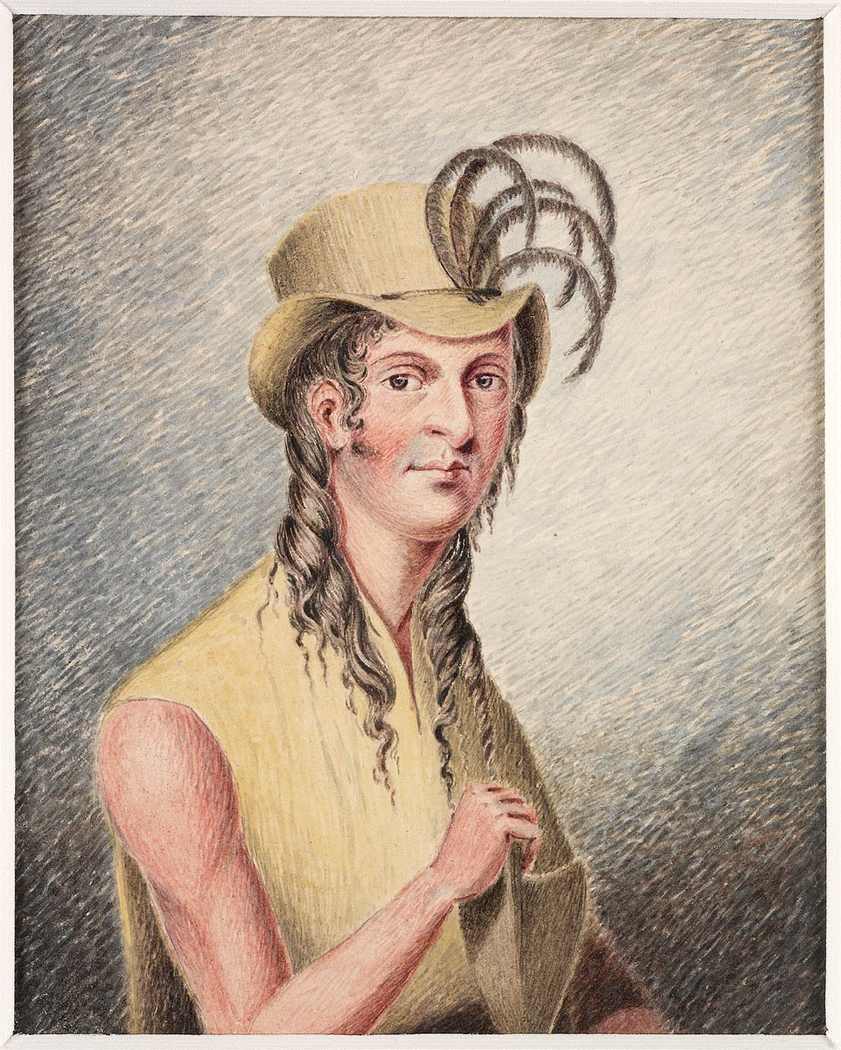
Thursday October Christian I, second mari de Teraura, mort en 1831
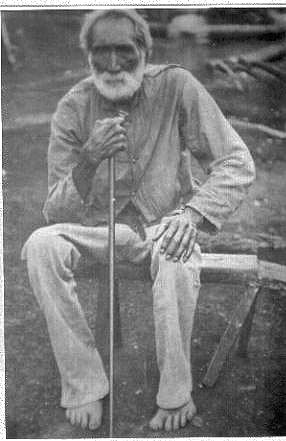
Thursday October Christian II (en) - fils de Teraura
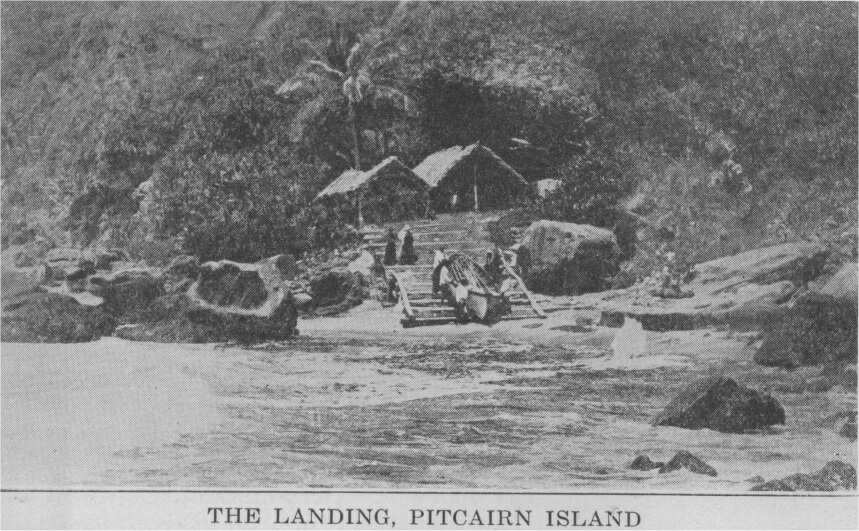
Paysage de Pitcairn, vers 1842-1890